# Keresztesi Béla
Keresztesi Béla (Kiskunfélegyháza, 1922. január 3. – Budapest, 2001. január 15.) erdőmérnök, dendrológus, a mezőgazdasági tudomány kandidátusa (1954) és doktora (1960), a Magyar Tudományos Akadémia levelező (1973), majd rendes (1982) tagja. Az 1950-es–1980-as évek magyarországi erdészettudományának és erdőgazdálkodásának kiemelkedő alakja, 1960–1987 között az Erdészeti Tudományos Intézet főigazgatója volt. Nevéhez fűződik egyebek mellett a hazai akácfatermesztés minőségi fejlesztése, valamint a jóléti erdőgazdálkodás és az erdőesztétika kérdésköreinek tudományos igényű tanulmányozása.

## Életútja
Erdőmérnöki oklevelét 1944-ben szerezte meg a budapesti műegyetem soproni bánya-, kohó- és erdőmérnöki karán. 1946–1949 között a miskolci erdőgazdaság erdőrendezője volt, majd 1949–1950 között az Alföld-fásítás országos felügyelőségének titkáraként tevékenykedett Veres Péter mellett. 1950–1953 között aspiránsként dolgozott a Leningrádi Erdészeti Akadémián. Hazatérését követően, 1953-ban a földművelésügyi minisztériumon belül működő erdészeti közhatóság, az Országos Erdészeti Főigazgatóság főigazgató-helyettesévé nevezték ki – főerdőmérnöki címmel – , ahol fő feladata az erdőgazdálkodás és faipar fejlesztését célzó országos program kidolgozása és megvalósítása volt. A posztot hét éven keresztül töltötte be, majd 1960–1987 között az Erdészeti Tudományos Intézet munkáját irányította mint az intézmény főigazgatója, ezt követően 1995-ös nyugdíjazásáig kutatóprofesszorként dolgozott tovább az intézetben. Ezzel párhuzamosan már 1975-től oktatott meghívott előadóként a Kertészeti és Élelmiszeripari Egyetem kert- és tájépítés szakán.

## Munkássága
Elméleti és gyakorlati erdészeti érdeklődése homlokterében az általános erdőművelési kérdéseken túl az akácfanemesítés és ‑termesztés, az akácméztermelés, az akácerdők nevelési és felújítási problémái álltak. Nevéhez fűződik nyolc jó faminőségű, egyszersmind a méhészet szolgálatába is állítható akácfajta kinemesítése és a hazai erdőművelésbe való bevonása. Az erdőgazdálkodás fejlesztésére törekedve behatóan foglalkozott az erdővagyon gépesített, többcélú gazdasági hasznosításának lehetőségeivel, a jóléti erdőgazdálkodással – azaz a gazdasági haszonvételi, a természetvédelmi és a szociális (üdülési) követelményeket egyaránt kielégítő – erdészeti tájgondozással, erdőesztétikával és parkerdő-gazdálkodással is. Az Erdészeti Tudományos Intézet vezetőjeként megszervezte a nagytáji kutatóállomásokat, s a kutatóintézetet a nemzetközi erdészettudományi intézményhálózat és együttműködési programok aktív résztvevőjévé tette.
Mintegy tizenöt általa írt vagy szerkesztett könyv mellett több mint kétszáz szakdolgozata jelent meg, 1954–1979 között az Erdő, 1960–1988 között az Erdészeti Kutatások című folyóiratok felelős szerkesztője volt.

## Társasági tagságai és elismerései
Tudományos eredményei elismeréseként 1973-ban a Magyar Tudományos Akadémia levelező, 1982-ben rendes tagjává választották, éveken keresztül elnökölte az erdészeti bizottság munkáját. Rövid ideig az Országos Erdészeti Egyesület alelnöke is volt. 1957-től az Egyesült Nemzetek Élelmezési és Mezőgazdasági Szervezete (FAO) Nemzetközi Nyárfabizottságának, 1960-tól az Erdészeti Kutatóintézetek Nemzetközi Szövetsége (IUFRO) tanácsának tagjaként tevékenykedett, 1987-ben pedig a Bolgár Tudományos Akadémia tiszteletbeli tagjává választották.
1957-ben az Országos Erdészeti Egyesület Bedő Albert-emlékérmét, 1968-ban a Munka Érdemrend aranyfokozatát, 1981-ben Eötvös Loránd-díjat kapott. 1964-ben a soproni Erdészeti és Faipari Egyetem címzetes egyetemi tanári címét adományozták neki.

## Főbb művei
- A magyar nyárfatermesztés. Szerk. Keresztesi Béla. Budapest, Mezőgazdasági, 1962, 589 p.
- Akáctermesztés Magyarországon. Szerk. Keresztesi Béla. Budapest, Akadémiai, 1965, 665 p.
- A fenyők termesztése. Szerk. Keresztesi Béla. Budapest, Akadémiai, 1966, 541 p.
- A tölgyek. Szerk. Keresztesi Béla. Budapest, Akadémiai, 1967, 655 p.
- Magyar erdők: Jóléti erdőgazdálkodás. Budapest, Akadémiai, 1968, 275 p.
Második, bővített kiadás: Magyar erdők: Jóléti erdőgazdálkodás. Budapest, Akadémiai, 1971, 431 p.
- Geschichte der forstlichen Forschung in Ungarn. Budapest, Erdészeti Tudományos Intézet, 1973, 33 p.
- A méhlegelő. Szerk. Halmágyi Levente & Keresztesi Béla. Budapest, Akadémiai, 1975, 791 p.
- A fagazdaság ökonómiai alapjai. Szerk. Keresztesi Béla & Márkus László. Budapest, Mezőgazdasági, 1975, 239 p.
- A fagazdasági vállalatok ökonómiai alapjai. Szerk. Keresztesi Béla & Márkus László. Budapest, Mezőgazdasági, 1976, 223 p.
- Magyar erdészet 1954–1979. Szerk. Keresztesi Béla. Budapest, Akadémiai, 1982, 390 p.
- Az akác termesztése és hasznosítása. Szerk. Keresztesi Béla. Budapest, Mezőgazdasági, 1984, 170 p.
- Az erdészetfejlesztés fő irányai az elmúlt három évtizedben : Akadémiai székfoglaló : 1983. március 28. Budapest, Akadémiai, 1985.
- A gyertyán. Szerk. Bondor Antal & Keresztesi Béla. Budapest, Akadémiai, 1986, 115 p.
- Az akác. Szerk. Keresztesi Béla. Budapest, Akadémiai, 1984, 161 p.
- The black locust. Ed. by Béla Keresztesi. Budapest, Akadémiai, 1988, 196 p.
- Forestry in Hungary 1920–1985. Ed. by Béla Keresztesi. Budapest, Akadémiai, 1991, 477 p.

## További irodalom
- Solymos Rezső: Keresztesi Béla. in: Magyar Tudomány 2001. 4. sz.